# Pillars of Eternity II: Deadfire
Pillars of Eternity II: Deadfire (рус. Столпы вечности 2: Мёртвый огонь) — компьютерная игра в жанре RPG, разработанная студией Obsidian Entertainment, изданная Versus Evil. Выпущена на Linux, macOS и Windows 8 мая 2018 года. Создание игры стало возможным благодаря краудфандинговой кампании, которую разработчики провели на сайте Fig в январе 2017 года. Интересным фактом является то, что разработчикам понадобился всего один день, чтобы привлечь необходимое количество инвесторов, которые смогли полностью профинансировать проект.

## Игровой процесс
Pillars of Eternity II: Deadfire — это RPG в изометрической перспективе.

## Сюжет
Deadfire это сиквел к игре 2015 года Pillars of Eternity, действие которой происходит в вымышленном мире Эора. Игрок снова берет на себя роль Хранителя, персонажа со способностью читать чужие души, пробуждая в них воспоминания прошлых жизней, а при определённых условиях и оказывать своё воздействие.

## Отзывы
| Сводный рейтинг       | Сводный рейтинг       |
| Агрегатор             | Оценка                |
| --------------------- | --------------------- |
| GameRankings          | 87,86 %               |
| Metacritic            | 88/100                |
| Русскоязычные издания |                       |
| Издание               | Оценка                |
| 3DNews                | 8,5/10                |
| PlayGround.ru         | 8,5/10                |
| «Игромания»           | 9/10 «Выбор редакции» |
| «Игры Mail.ru»        | 9,5/10                |
| «Канобу»              | 8/10                  |

Игра получила преимущественно положительные отзывы. На сайте-агрегаторе Metacritic средняя оценка игры составляет 88/100.
Летом 2018 года, благодаря уязвимости в защите Steam Web API, стало известно, что точное количество пользователей сервиса Steam, которые играли в игру хотя бы один раз, составляет 203 867 человек.